# Anexação da Crimeia pelo Império Russo

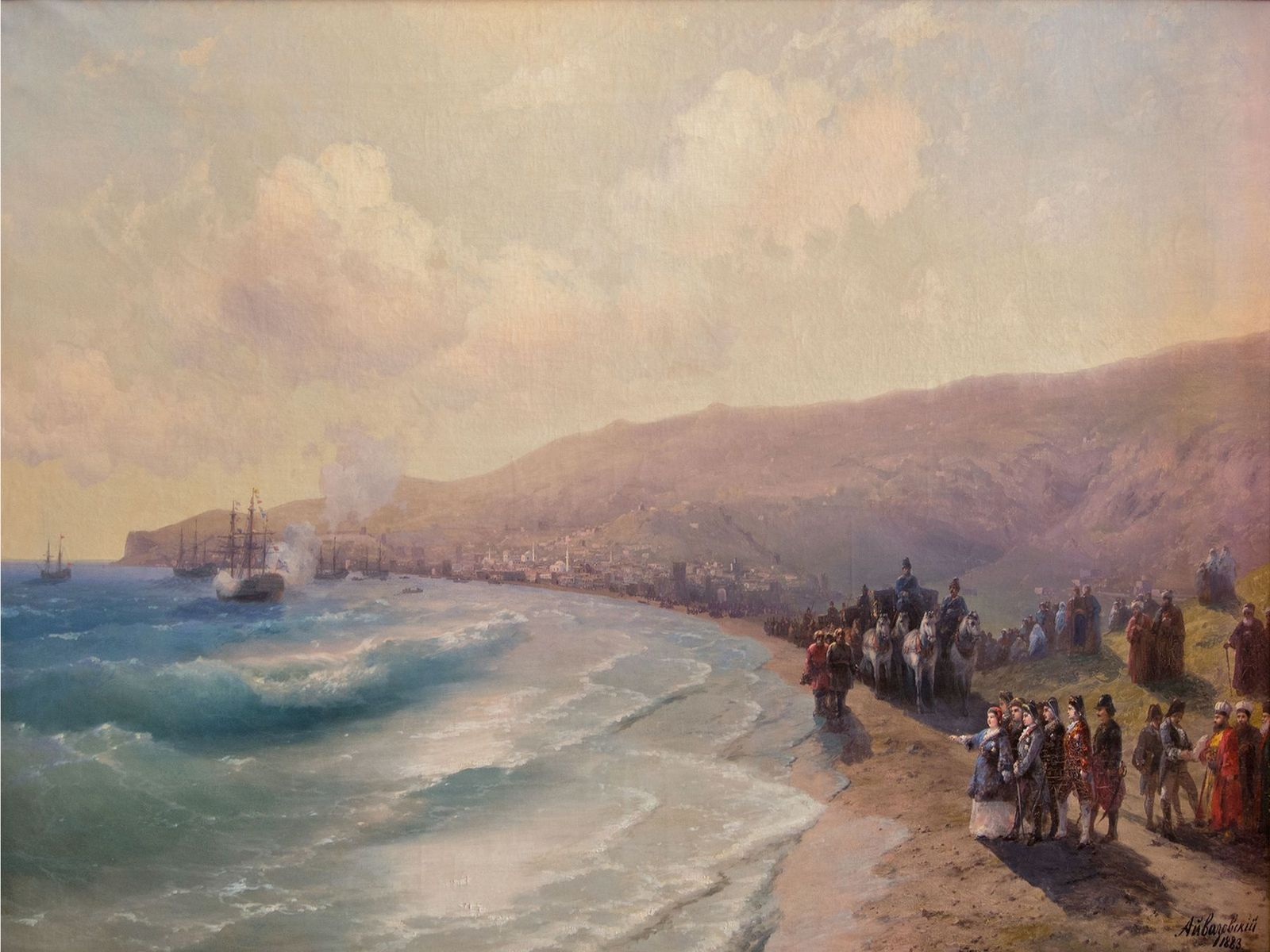
Pintura de Ivan Aivazovsky: Chegada de Catarina II a Feodosia

O território da Crimeia, anteriormente controlada pelo Canato da Crimeia, foi anexada pelo Império Russo, em 19 de abril [Calend. juliano: 8 de abril] 1783. O período antes da anexação foi marcado pela interferência russa nos assuntos da Crimeia, uma série de revoltas por Tártaros da Crimeia, e ambivalência Otomana. A anexação deu início ao um período de 134 anos de governo do Império russo, que terminou com a revolução de 1917.
Depois de mudar de mãos várias vezes durante a Guerra Civil Russa, a Crimeia fez parte da República Russa Soviética entre 1921 e 1954, e em seguida transferido para a RSS da Ucrânia, que se tornou independente da Ucrânia em 1991-92. A Federação russa anexou a Crimeia em Março de 2014, apesar de que a anexação não ser reconhecida internacionalmente.

## Prelúdio

### Crimeia independente (1774-1776)
Antes de a Rússia derrotar o Império Otomano na Guerra Russo-Turca de 1768-1774, o canato, povoado em grande parte por tártaros da Crimeia, fazia parte do Império Otomano. No Tratado de Küçük Kaynarca, que foi o resultado dessa guerra, o Império Otomano foi forçado a ceder a soberania sobre o canato e permitir que ele se tornasse um estado independente sob influência russa. Os tártaros da Crimeia não tinham desejo de independência e mantinham um forte apego emocional ao Império Otomano. Dois meses após a assinatura do tratado, o governo do canato enviou emissários aos otomanos, pedindo-lhes que "destruíssem as condições de independência". Os enviados disseram que, enquanto as tropas russas permaneciam estacionadas na Crimeia em Yeni-Kale e Querche, o canato não podia ser considerado independente. No entanto, os otomanos ignoraram esse pedido, não desejando violar o acordo com a Rússia. Na desordem que se seguiu à derrota turca, o líder tártaro Devlet Giray se recusou a aceitar o tratado no momento de sua assinatura. Tendo lutado contra os russos no Cubã durante a guerra, ele atravessou o Estreito de Querche até a Crimeia e tomou a cidade de Cafa (Teodósia moderna). Devlet posteriormente tomou o trono da Crimeia, usurpando Sahib Giray. Apesar de suas ações contra os russos, a imperatriz russa Catarina, a Grande, reconheceu Devlet como cã.
Ao mesmo tempo, porém, ela estava preparando seu favorito Şahin Giray, que residia em sua corte, para o papel. Com o passar do tempo, o domínio de Devlet tornou-se cada vez mais insustentável. Em julho de 1775, ele enviou um grupo de enviados a Constantinopla para negociar uma reentrada do canato da Crimeia no Império Otomano. Essa ação desafiava diretamente o Tratado de Küçük Kaynarca, que ele pediu aos otomanos que abandonassem. O famoso diplomata Ahmed Resmî Efendi, que ajudou a redigir o tratado, se recusou a prestar qualquer assistência ao canato, não querendo iniciar outra guerra desastrosa com a Rússia. A imperatriz Catarina deu uma ordem para invadir a Crimeia em novembro de 1776. Suas forças rapidamente ganharam o controle de Perekop, na entrada da península. Em janeiro de 1777, Şahin Giray, apoiado pela Rússia, atravessou a Crimeia sobre o Estreito de Querche, como Devlet havia feito. Devlet, ciente de sua derrota iminente, abdicou e fugiu para Constantinopla. Şahin foi instalado como um cã fantoche, enfurecendo a população muçulmana da península. Quando ele ouviu essa notícia, o sultão otomano Abdulamide I observou que "Şahin Giray é uma ferramenta. O objetivo dos russos é tomar a Crimeia". Şahin, membro da Casa Governante de Giray, tentou uma série de reformas para "modernizar" o canato. Isso incluía tentativas de centralizar o poder nas mãos do cã, estabelecendo um regime "autocrático", assim como na Rússia. Anteriormente, o poder havia sido distribuído entre os líderes de diferentes clãs, chamados beys. Ele tentou instituir a tributação estatal, um exército recrutado e centralizado, e substituir o sistema jurídico otomano tradicional baseado na religião pelo direito civil. Essas reformas, destinadas a interromper a antiga ordem otomana, foram desprezadas pela população da Crimeia.